# Oliviero Gatti
Oliviero Gatti (Piacenza, 1579 circa – 1648 circa) è stato un incisore italiano.
Fu allievo di Agostino Carracci. Dell'artista si conosce poco; proveniva da Piacenza e si trasferì a Bologna in una data che non risulta da documenti rintracciati. Anche la sua data di nascita di non è sicura, anche se potrebbe essere circa nell'anno 1579. Tra le sue incisioni a noi note che portano la data più antica, vi è un San Girolamo abbracciato al Crocefisso del 1602, come quella che illustra uno stemma cardinalizio, forse del cardinal Sacchetti, e che reca anch'essa la stessa data. Queste incisioni appaiono di buon livello esecutivo il che denota una già avviata scolarizzazione sotto Agostino Carracci, che muore in quello stesso anno.
In seguito alla scomparsa di Agostino, il Gatti passò alla scuola di Giovanni Luigi Valesio (1585 - 1650), artista bolognese che godette di molta stima in vita e poca dopo morte. L'incisione più recente risale al 1628 e riguarda delle illustrazioni in 52 fogli per gli Emblemata di Paolo Macchio.
Un avvenimento significativo della sua vita, e del quale è rimasta traccia, è la sua aggregazione nell'anno 1626 alla Compagnia de' Pittori presente a Bologna, per la quale pagò 20 lire, anziché le 40 lire come i forestieri avrebbero dovuto pagare. Questo sconto fu motivato dal fatto che la sua presenza in città era già di trent'anni. Questo particolare permette di concludere che la sua venuta a Bologna da Piacenza fu nel 1596 alla probabile età di 17 anni.
Come per la data di nascita, così per la data della morte non ci sono fonti originali che consentano di stabilirla con sicurezza, anche se si trova indicata la notizia che operò nella città di Bologna fino alla sua morte avvenuta circa nel 1648. Altre notizie e particolari studi su questo personaggio non risulta siano mai stati raccolti.

## Le opere
Circa le opere di questo incisore esistono due raccolte pubblicate che mostrano numerosi esemplari del suo lavoro.
La prima si deve ad A. Bartsch, in Le peintre graveur, pubblicata a Vienna dal 1802 al 1821 e che ha subito diverse riedizioni, tra le quali quella di Lipsia nel 1876. Un'ulteriore edizione è quella dal titolo "The Illustrated Bartsch", in particolare al volume 19, parte prima, dal titolo Italian masters of the seventeenth century, edita a cura di John T. Spike dalla Abais Books di New York nel 1981, e dove si tratta del Gatti dalla pagina 11 alla 132.
La seconda fonte è di origine bolognese, realizzata dalla Soprintendenza alle gallerie di Bologna e dalla Associazione per le Arti Francesco Francia; ed è parte della sezione terza del Catalogo generale della raccolta di stampe antiche della Pinacoteca Nazionale di Bologna / Gabinetto delle stampe. Questa edizione è titolata Incisori bolognesi ed emiliani del sec. XVII, a cura di Giovanna Gaeta Bertelà e con la collaborazione di Stefano Ferrara, edizione Associazione per le Arti «Francesco Francia», a Bologna nel 1973, dove si tratta del Gatti dal numero 615 al 700. Nel Bartsch sono pubblicati ben 140 lavori del Gatti, tra i quali compaiono le opere sicuramente più significative, mentre nel Bertelà e Ferrara sono pubblicati 86 incisioni delle quali 23 non sono citate nel Bartsch.